# 松山湖景區
松山湖景區是中華人民共和國廣東省東莞市东莞松山湖高新技术产业开发区內的一個國家4A級旅遊景區，內有14平方公里的生態綠地、600平方米的人工綠地、300萬株的樹木和8平方公里的松山湖、130公里的主幹道、42公里的濱湖路和10公里的人行道和自行車道。景區始建於2002年。2010年被評為國家4A級旅遊景區。